# Spread Your Wings
A Spread Your Wings az ötödik dal a brit Queen rockegyüttes 1977-es News of the World albumáról. A szerzője John Deacon basszusgitáros volt.
A dalban Deacon játszott akusztikus gitáron, Freddie Mercury pedig zongorázott. A dalszöveg egy fiatalemberről, Sammy-ről szól, aki takarítóként az „Emerald bár padlóját söpri”. A dalban az elbeszélő biztatja Sammyt: „tárd ki a szárnyaidat, és szállj fel”. A dal egy az együttes hagyományos, lassabb balladái közül. Donald A. Guarisco az AllMusic oldalán így írt róla: „a Queen csak úgy tobzódott a himnuszszerű stílusában a dal felvételekor, a lüktető zongoramotívum, emelkedő gitárriff és megfontoltan adagolt dob erős drámai hangulatot kölcsönöz [...]. Mercury kiprésel minden csepp érzelmi töltetet a dalból egy merész szöveggel, amely a főszereplő minden fájdalmát és reménytelenségét közvetíti.”
1978. február 10-én kislemezen is megjelent (az együttes amerikai kiadója, az Elektra inkább az „It’s Late” című dalt adta ki helyette, mert jobban hitt a sikerében), és a 34. helyet érte el az angol slágerlistán. A Record Mirror kissé gúnyosan írt róla: „Mivel mindkét oldalon vannak olyan számok, amiket már kiadtak, gondolom, inkább olyanoknak szól, akik nem hallották még az együttest. De szerintem ilyenek nincsenek.” A The Washington Post kritikusa szerint a Beatles „Rocky Raccoon” című dalához hasonlít. 2007-ben a BBC kissé fáradtnak, túldíszítettnek és nyafogósnak tartotta.
A hozzá készült videóklipben az együttes egy emelvényen állva adja elő a dalt. A felvételen Deacon zongorázik, Brian May gitáros pedig egy másolat gitáron játszik, mert az eredeti Red Specialt nem akarta kitenni a hidegnek. A klipet ugyanakkor, és ugyanazon beállításokkal vették fel, mint a „We Will Rock You” filmjét – a forgatási szünetben írta alá az együttes a John Reid menedzsertől való függetlenedésüket igazoló papírokat.
1977 és 1979 között rendszeresen játszották a koncertjeiken, majd az 1980-as The Game turné kezdetével lekerült a lejátszási listáról. Felkerült az 1979-es Live Killers koncertalbumra. A bevezetője jó pár alkalommal felhangzott a Hot Space turnén, de sosem játszották el teljes egészében. 1977. október 28-án a BBC stúdiójában több másik dal mellett ennek is felvették egy másik változatát, amely gyorsabb és keményebb lett az eredeti balladánál. A Blind Guardian német power metal együttes feldolgozta az 1992-es Somewhere Far Beyond albumán.

## Közreműködők
- Ének: Freddie Mercury

Hangszerek:
- Roger Taylor: dob
- John Deacon: basszusgitár, akusztikus gitár
- Brian May: elektromos gitár
- Freddie Mercury: zongora

## Kiadás és helyezések
| Helyezések \| Év \| Ország \| Helyezés \| \| ---- \| ------------------------ \| -------- \| \| 1978 \| Brit kislemezlista[7] \| 34 \| \| 1978 \| Francia kislemezlista[8] \| 31 \| \| 1978 \| Hollandia MegaCharts[9] \| 26 \| \| 1978 \| Német kislemezlista[9] \| 29 \| | 7" kislemez (EMI 2757, Anglia) 1. Spread Your Wings – 4:32 2. Sheer Heart Attack – 3:24 |          |
| Év | Ország                                                                                  | Helyezés |
| 1978 | Brit kislemezlista                                                                      | 34       |
| 1978 | Francia kislemezlista                                                                   | 31       |
| 1978 | Hollandia MegaCharts                                                                    | 26       |
| 1978 | Német kislemezlista                                                                     | 29       |

## Külső hivatkozások
- Dalszöveg
- Spread Your Wings. www.queensongs.info. (angolul) Queensongs.info – Részletes dalszerkezet elemzés
- Slágerlistás helyezései. ukmix.org (angolul)